# Adaptivt kamouflage
Adaptivt kamouflage är en militärteknisk metod som går ut på att man till exempel anpassar ett föremåls radar- eller IR-signatur så att den efterliknar ett annat föremåls signatur.[källa behövs] Ur ett rättsligt perspektiv är adaptivt kamouflage omtvistat, eftersom det kan strida mot distinktionsprincipen att exempelvis anpassa ett stridsfordon så att det får samma radarsignatur eller utseende som en civil personbil.